# Dent creuse

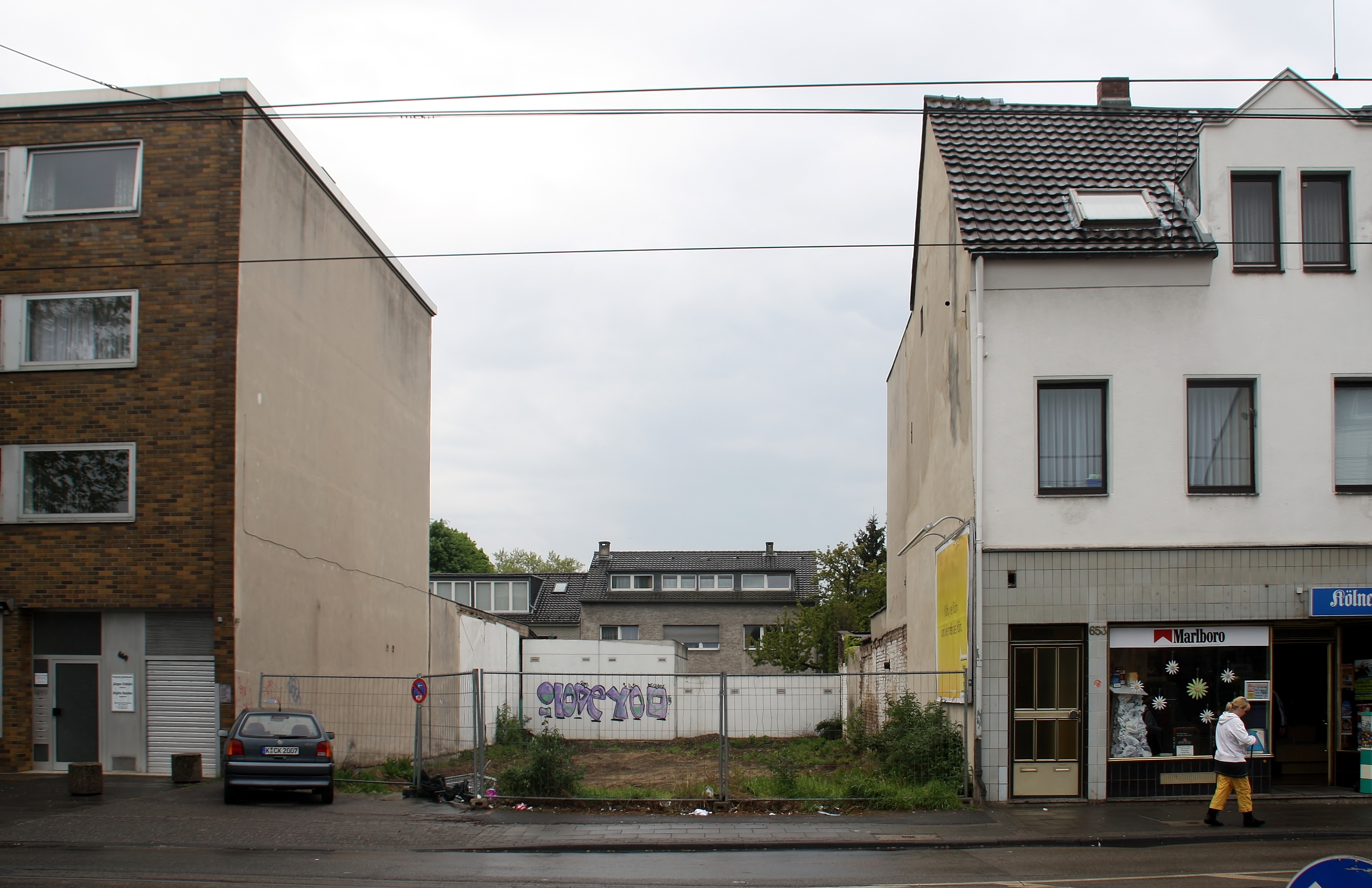
Dent creuse à Cologne (Allemagne).

Une dent creuse est, en urbanisme, un espace non construit entouré de parcelles bâties.
Une telle situation peut résulter d'une ancienne zone agricole où une unique parcelle est restée vierge de constructions, ou de la démolition d'un édifice sans reconstruction ultérieure.
Dans certains cas, il peut également s'agir de bâtiments détruits par des bombardements lors d'un conflit armé. Berlin est un exemple de ville où il existait encore, après la chute du Mur, de nombreuses Baulücken (équivalent allemand de dent creuse, littéralement « vide de construction »).
Une dent creuse est donc bordée par les pignons aveugles des immeubles mitoyens. Elle est parfois utilisée comme placette, ou comme square.
Une mise en définition peut également insister sur la rupture de gabarit avec les constructions voisines. Dans le PPRI de Paris, cette discontinuité est de trois mètres.
Par la surélévation, les dents creuses peuvent être comblées dans les zones urbaines en déficit de logements comme Paris et l'Île-de-France.

## Législation
La législation française, notamment la loi du 23 novembre 2018 portant sur l'évolution du logement, de l’aménagement et du numérique, dite loi « ELAN » , a introduit des assouplissements concernant la constructibilité des « dents creuses » dans les communes littorales. Ces parcelles non bâties étaient auparavant inconstructibles en vertu de l'ancien article L. 121-8 du Code de l'urbanisme, qui imposait que l'extension de l'urbanisation se réalise en continuité avec les agglomérations et villages existants, ou en hameaux nouveaux intégrés à l'environnement. Une nouvelle rédaction de cet article a permis, dans des secteurs déjà urbanisés autres que les agglomérations et villages, d'autoriser des constructions et installations à des fins exclusives d'amélioration de l'offre de logement ou d'implantation de services publics, sous réserve qu'elles n'étendent pas le périmètre bâti existant ni ne modifient significativement ses caractéristiques. Ces secteurs doivent être identifiés par le schéma de cohérence territoriale (SCOT) et délimités par le plan local d'urbanisme (PLU).
Un régime transitoire, en vigueur jusqu'au 31 décembre 2021, a permis d'autoriser de telles constructions avec l'accord de l'autorité administrative compétente de l'État, après avis de la commission départementale de la nature, des paysages, même en l'absence de modification des documents d'urbanisme. En conséquence, il est possible de combler les dents creuses dans les secteurs urbanisés des communes littorales, sans attendre une modification du SCOT ou du PLU.

## Notions proches
La définition d'interstice urbain fait débat et diffère selon le contexte d'utilisation. Pour un même espace, les chercheurs emploient différents termes comme « terrain vague », « entre-deux », « intervalle » ou « espace vide ». Ils constituent des espaces non bâtis au sein d'une ville, et sont définis par leur entourage spatial. Ils peuvent être des friches industrielles, des terrains vacants ou des délaissés de voiries.
L'interstice urbain désigne une grande surface là où la dent creuse concerne surtout un espace de taille restreinte dans le tissu urbain.